# Lucjan Malcz
Lucjan Malcz (ur. 15 października 1878 w Olszowie, zm. 9 maja 1915 pod Arras) – podporucznik Bajończyków, poległy na froncie zachodnim I wojny światowej, kawaler Orderu Virtuti Militari.

## Rodzina
Lucjan był synem Juliana Szczesława Malcza (1834–1902) i Marii Krystyny Glinka-Janczewskiej (1850–1928). Wywodził się ze spolonizowanej rodziny saksońskiej Maltsch (lub Malsch) pochodzącej z Lommatzsch w okręgu Miśnia. Jego pradziad lekarz Bogumił Konstanty Malcz (1767–1809) osiadł w Warszawie, a później w Kocku. Syn Bogumiła i dziadek Lucjana Jan Fryderyk Wilhelm Malcz (1795–1852) był znanym lekarzem warszawskim. Matka Lucjana była córką Kazimierza Glinka-Janczewskiego, emerytowanego naczelnika lasów Królestwa Polskiego i profesora warszawskiego Instytutu Gospodarstwa Wiejskiego i Leśnictwa w Marymoncie (obecnie SGGW), który kupił majątek Olszowa w 1865 roku. Lucjan był bratem Bolesława Malcza, ziemianina i działacza społecznego oraz kuzynem malarza Jana Chełmińskiego. W 1904 ożenił się z Jadwigą Marią Borkowską, lecz po pięciu latach ich małżeństwo zostało rozwiązane.

## Życiorys

### Młodość
Uczył się w Gimnazjum Rządowym Męskim w Piotrkowie Trybunalskim, gdzie był bardzo dobrym uczniem. Po jego ukończeniu w 1896 roku studiował medycynę w Warszawie, lecz po dwóch latach przeniósł się na studia do Akademii Handlowej w Hamburgu. Po ukończeniu studiów pracował w Warszawie, jak podał w karcie werbunkowej jako dyrektor w fabryce armatur i motorów.  Po rozpadzie małżeństwa około roku 1909 Lucjan wyjechał do Algierii i zaciągnął się do Legii Cudzoziemskiej. 

### Przebieg służby wojskowej
W Legii Cudzoziemskiej służył w Saidzie w 25 kompanii 2 pułku. Zwolniony z powodu złego stanu zdrowia ze stopniem kaprala, wyjechał do Paryża, gdzie zastał go wybuch I wojny światowej. Wkrótce po wybuchu wojny Komitet Wolontariuszy Polskich rozpoczął werbowanie Polaków do tzw. legionu polskiego. Dnia 4 sierpnia 1914 roku zgłosił się tam również Lucjan Malcz. Spośród wielu ochotników polskich wcielonych do Legii Cudzoziemskiej, ok. 200 wysłano na przeszkolenie do miasta Bayonne (stąd Bajończycy), gdzie znaleźli się w drugiej kompanii batalionu C drugiego pułku marszowego pierwszego pułku Legii Cudzoziemskiej (2RM/1RE), pod dowództwem por. rez. Maxa Doumica. 15 września Malcz został awansowany z kaprala na sierżanta. 15 października ich dowódcą został kpt. Jean-François Lobies, a dotychczasowy dowódca Doumic został instruktorem. 23 października 1914 r. ok. 135 bajończyków wyjechało na front w Szampanii. Trwała tam wojna pozycyjna. W jej trakcie 11 listopada zginął por. Doumic trafiony w szyję. W dniach 28-29 listopada Malcz dowodził oddziałkiem 24 ludzi, którzy mieli za zadanie nawiązać kontakt z Polakami walczącymi po stronie niemieckiej. W trakcie tej akcji 29 listopada zginął Władysław Szujski, pełniący obowiązki chorążego oddziału. 5 marca 1915 r. Malcz został awansowany na podporucznika. Jak pisał Malcz z frontu 4 stycznia 1915 r.: jedyne straty wśród bajończyków to Władysław Szujski – zabity oraz Rotwand, Kostrzewa i Świrski – lekko ranni. 28 kwietnia ich pułk przerzucono w okolice miasteczka Mont-Saint-Éloi w pobliżu Arras.

### Udział w bitwie pod Arras
Po zatrzymaniu ofensywy niemieckiej na Paryż we wrześniu 1914 roku, na froncie zachodnim nastąpił okres wojny pozycyjnej na linii długiej na prawie 1400 km. Na wiosnę 1915 r. dowództwo francuskie zaplanowało kontrofensywę w rejonie Artois. W ramach tych działań w dniu 9 maja 1915 r. Bajończycy pod dowództwem kpt. J. Osmonta d’Amilly zajęli pozycje za laskiem Berthonval koło wsi La Targette w okolicy miasteczka Neuville-Saint-Vaast. Stanowili szpicę ataku na wzgórze 140, znajdujące się paśmie silnie ufortyfikowanych kredowych wzgórz Vimy, których broniła 5 Rezerwowa Dywizja Bawarska. O godz. 10.00 Bajończycy ruszyli do ataku zdobywając umocnienia niemieckie zwane „Ouvrages blancs” (Białe szańce). Niestety zbyt szybkie tempo ataku i brak posiłków z tyłu spowodowało odsłonięcie prawego skrzydła. W rezultacie jego silnego ostrzału zginęło ok. trzydziestu bajończyków, a kilkudziesięciu zostało rannych. Malcz, który zawsze biegł na czele oddziału, został trafiony kilkoma kulami w brzuch i zginął. Podobno jego ostatnie słowa brzmiały: Niech żyje Polska. W rezultacie ruchów frontu jego ciało zostało po stronie niemieckiej i nie zostało nigdy odnalezione. Miejsce śmierci Malcza znajduje się pomiędzy wzgórzem 123 a szosą „Grande route” (obecnie droga z La Targette do Souchez). Pozostałych ok. 30 zdolnych do walki Bajończyków skierowano 16 czerwca do ataku na niemieckie pozycje na cmentarzu w Souchez, gdzie zginęła ok. połowa z nich. W efekcie oddział rozformowano.

## Upamiętnienie

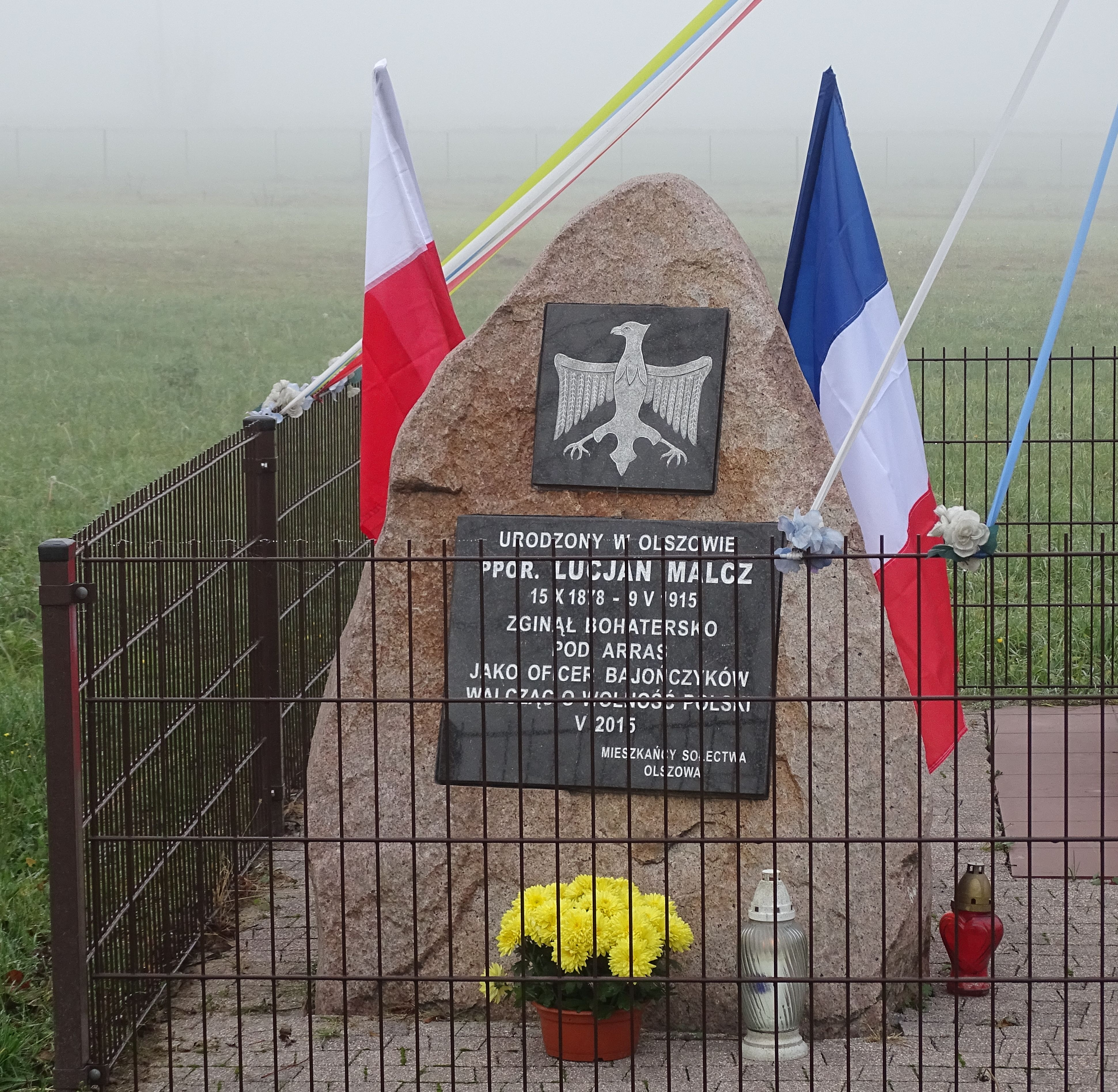
Pomnik Lucjana Malcza we wsi Olszowa

We Francji jego nazwisko zapisane jako „DE MALCZ” upamiętniono na pomniku „Polegli Legii Cudzoziemskiej” w Puyloubier oraz, z błędem, jako „De MALEZ LUCIEN” na pomniku „L’Anneau de Mémoire” obok cmentarza Notre-Dame de Lorette w rejonie Arras. Na cmentarzu ewangelicko-augsburgskim w Warszawie, w kwaterze grobowca jego dziadka dr. Wilhelma Malcza, znajduje się jego symboliczny nagrobek, a jedyny w Polsce pomnik, odsłonięty w stulecie bitwy pod Arras, znajduje się w miejscu jego urodzenia we wsi Olszowa. W 2019 roku na pomniku Polaków poległych pod Arras w La Targette pojawiły się tablice, gdzie wśród innych znajduje się nazwisko Lucjana Malcza.

## Odznaczenia
Został odznaczony pośmiertnie następującymi odznaczeniami:
- Krzyż Srebrny Orderu Wojskowego Virtuti Militari nr 5712 – 27 września 1922[15]
- Krzyż Niepodległości (1932)[16]
- Krzyż Walecznych – wręczony matce 9 maja 1921 w Warszawie
- Legia Honorowa – wręczony matce 4 sierpnia 1921 w Warszawie[17]